# Curt Hansen
Curt Hansen (nascut a Bov, Sønderjylland, el 18 de setembre de 1964), és un jugador d'escacs danès, que té el títol de Gran Mestre des de 1985. Va ser Campió del món juvenil el 1984.
Malgrat que es troba inactiu des del 2016, a la llista d'Elo de la FIDE del juny de 2022, hi tenia un Elo de 2596 punts, cosa que en feia el jugador número 3 de Dinamarca. El seu màxim Elo va ser de 2635 punts, a la llista de juliol de 1992 (posició 18 al rànquing mundial).

## Resultats destacats en competició
Hansen va ser un fort jugador en etapa juvenil, i va tenir grans èxits en competicions per edats, començant pel Campionat d'Europa Sub-20, que llavors se celebrava sempre a Groningen, i on hi fou primer el 1981/82 i segon el 1982/83 (rere Jaan Ehlvest). El 1983 també va guanyar el Campionat d'escacs Nòrdic, celebrat a Esbjerg (un èxit que repetiria més tard en dues ocasions més, els anys 1995 i 2003). També el 1983 guanyà la North Sea Cup a Esbjerg. L'any següent, el 1984, va ser Campió del món juvenil a Kiljava, per davant d'Aleksei Dréiev, i obtingué així el títol de Mestre Internacional. El 1985, esdevingué GM un cop havia obtingut les normes necessàries.
Des del punt de vista danès, en Curt Hansen va succeir en Bent Larsen com al millor jugador danès, i entre 1983–2000, va guanyar el Campionat de Dinamarca sis cops. Cap al 1992, havia assolit la frontera dels 2600 punts d'Elo, i posteriorment el mateix any va arribar als 2635, cosa que el va situar en aquell moment en 14è lloc mundial a la llista d'Elo de la FIDE.
Ha tingut diversos èxits en torneigs internacionals, inclosos primers llocs, en solitari o empatat, a Borgarnes 1984, Vejstrup 1989 (Politiken Cup), Groningen 1991, Tastrup 1992, Aalborg 1994, Vejle 1994, Malmö 1994 i al Torneig Zonal de Reykjavík de 1995. També cal destacar un 2n lloc ex aequo a Copenhagen 1985 (empatat amb Bent Larsen i Helgi Ólafsson, el campió fou Joszef Pinter)

### Participació en competicions per equips
Hansen ha representat Dinamarca cinc cops a les Olimpíades d'escacs en el període 1984–2000, sempre jugant al primer tauler, i sempre puntuant per damunt del 50%.